# Tricio
Tricio – gmina w Hiszpanii, w prowincji La Rioja, w La Rioja, o powierzchni 6,35 km². W 2011 roku gmina liczyła 388 mieszkańców.